# Franz Schnabel
Franz Schnabel (Mannheim, 18 de dezembro de 1887 – Munique, 25 de fevereiro de 1966) foi um historiador alemão.

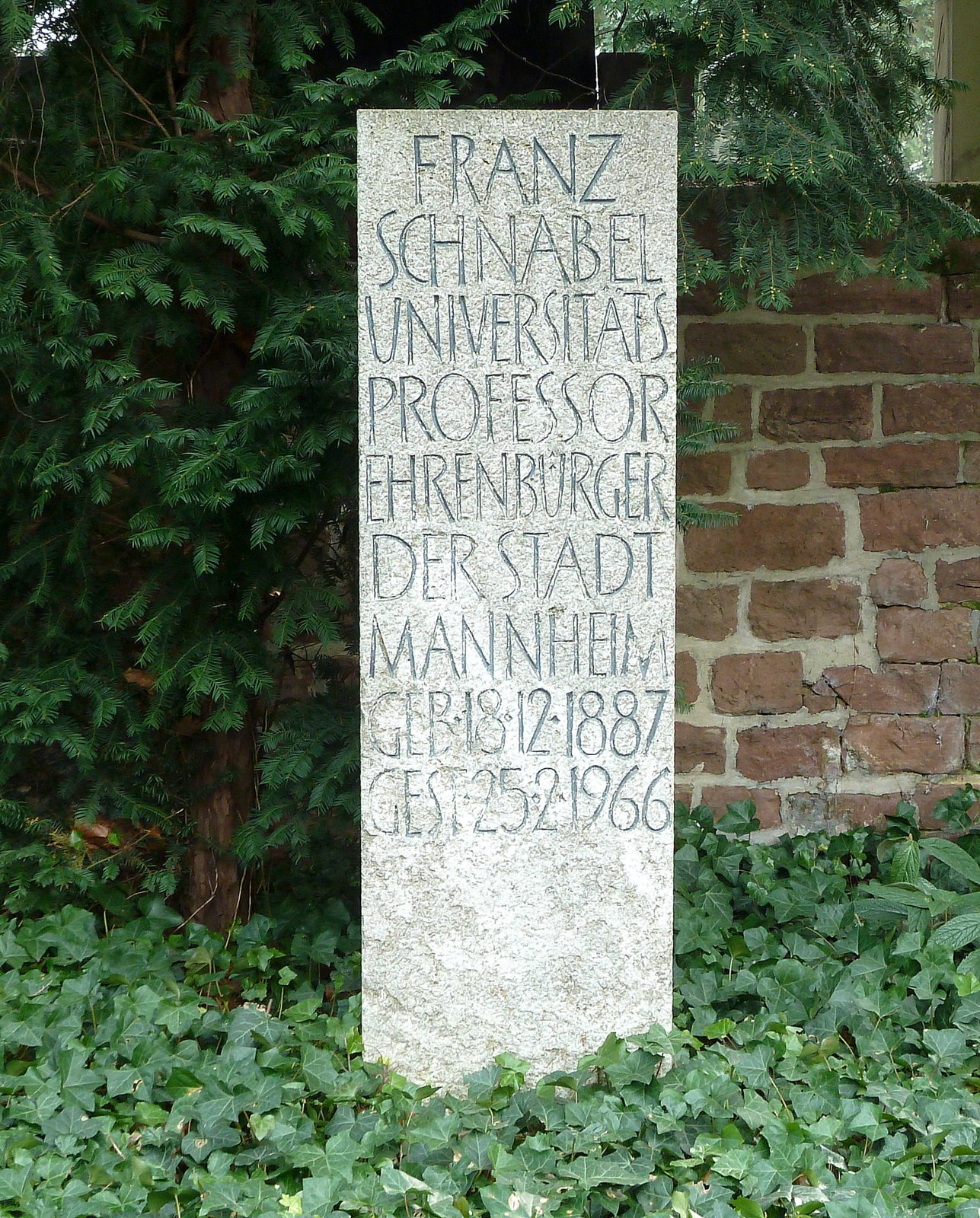
Sepultura de Schnabel no Hauptfriedhof Mannheim

## Obras selecionadas
- Der Zusammenschluß des politischen Katholizismus in Deutschland im Jahre 1848. Winter, Heidelberg 1910 (= Heidelberger Abhandlungen zur mittleren und neueren Geschichte, 29).
- Geschichte der Ministerverantwortlichkeit in Baden. G. Braun, Karlsruhe 1922.
- Freiherr vom Stein. B. G. Teubner, Leipzig/Berlin 1931.
- Deutsche Geschichte im neunzehnten Jahrhundert. Herder, Freiburg im Breisgau 1929–1937; Nachdruck: Deutscher Taschenbuch Verlag, München 1987.
  - Volume 1: Die Grundlagen. 1929, Nachdruck: ISBN 3-423-04461-6.
  - Volume 2: Monarchie und Volkssouveränität. 1933; Nachdruck: ISBN 3-423-04462-4.
  - Volume 3: Erfahrungswissenschaften und Technik. 1934; Nachdruck: ISBN 3-423-04463-2.
  - Volume 4: Die religiösen Kräfte. 1937; Nachdruck: ISBN 3-423-04464-0.
- Abhandlungen und Vorträge 1914–1965. Hrsg. von Heinrich Lutz. Herder, Freiburg/Basel/Wien 1970.